# Michael Jeter
Michael Jeter (født 26. august 1952 - død 30. marts 2003) var en amerikansk skuespiller. Han var måske bedst kendt som Eduard “Del” Delacroix
i Den Grønne Mil, og som Udesky i Jurassic Park III.